# فرانکو کارارو
فرانکو کارارو (انگلیسی: Franco Carraro؛ زادهٔ ۱۲ ژوئن ۱۹۳۹) یک سیاست‌مدار اهل ایتالیا است. 
او از جمله افرادی است که نامشان در پرونده کالچو پولی مطرح شد.